# Losartan/hydrochlorothiazide
Losartan/hydrochlorothiazide, được bán dưới tên thương mại Hyzaar trong số những loại khác, là một loại thuốc kết hợp được sử dụng để điều trị huyết áp cao khi losartan không đủ. Nó bao gồm losartan (một chất đối kháng thụ thể angiotensin II) và hydrochlorothiazide (một loại thuốc lợi tiểu). Nó được dùng bằng đường uống.
Các tác dụng phụ thường gặp bao gồm chóng mặt, đau lưng và nhiễm trùng đường hô hấp trên. Tác dụng phụ nghiêm trọng có thể bao gồm huyết áp thấp, các vấn đề về thận, phản ứng dị ứng và các vấn đề về điện giải. Sử dụng trong thai kỳ và cho con bú không được khuyến khích. Losartan hoạt động bằng cách ngăn chặn tác dụng của angiotensin II trong khi hydrochlorothiazide hoạt động bằng cách giảm khả năng hấp thụ chất điện giải của thận.
Sự kết hợp đã được chấp thuận cho sử dụng y tế tại Hoa Kỳ vào năm 1995. Nó có sẵn như là một loại thuốc gốc. Một tháng cung cấp ở Vương quốc Anh tiêu tốn của NHS khoảng 1,50 bảng mỗi tháng tính đến năm 2019. Tại Hoa Kỳ, chi phí bán buôn của số tiền này là khoảng US $ 2,50. Năm 2016, đây là loại thuốc được kê đơn nhiều thứ 80 tại Hoa Kỳ với hơn 9 triệu đơn thuốc.

## Sử dụng trong y tế
Nó được sử dụng cho tăng huyết áp mỗi ngày một lần. Dựa trên đáp ứng huyết áp ban đầu và/hoặc tác dụng phụ của losartan-hydrochlorothiazide, liều có thể tăng hoặc giảm. Với mỗi thay đổi về liều lượng, có thể mất đến một tháng để thấy hiệu quả đầy đủ.

## Tên thương hiệu
Chế phẩm kết hợp losartan/hydrochlorothiazide được Merck bán trên thị trường dưới tên thương mại Hyzaar và Xeno Dược phẩm dưới tên Anzaplus. Merck, Sharp & Dohme tiếp thị nó như Ocsaar Plus ở Israel. Nó được bán trên thị trường với tên Cozaar comp ở Thụy Điển và Nam Phi.